# فرانك آدامز (عالم)
فرانك آدامز (بالإنجليزية: Frank Adams)‏ (و. 1930 – 1989 م) هو رياضياتي، وعالم فلك من المملكة المتحدة. وكان عضواً في الجمعية الملكية، والأكاديمية الوطنية للعلوم، والأكاديمية الملكية الدنماركية للعلوم والآداب.
توفي عن عمر يناهز 59 عاماً.

## التعليم
تعلم في كلية الثالوث، كامبريدج، ومدرسة بيدفورد ‏

## مناصب وهيئات
أدار جامعة مانشستر.

## جوائز
حصل على جوائز منها:
- زميل في الجمعية الملكية.